# Ne te retourne pas (film, 2016)
Ne doit pas être confondu avec Ne te retourne pas (film, 2009).
Pour plus de détails, voir Fiche technique et Distribution.
Ne te retourne pas (titre original : Non voltarti indietro) est un film documentaire italien réalisé par Francesco Del Grosso sorti en Italie en 2016. 
Le documentaire traite, par le biais des témoignages de cinq témoins, les erreurs judiciaires survenues en Italie, ayant pour conséquence l'incarcération, de manière définitive ou préventive, de personnes totalement innocentes.

## Réalisation du film
Le film a été réalisé dans le cadre de l'association Errori Giudiziari, née à la suite de la rédaction, en 1996, du livre Cento volte ingiustizia, un recueil de cent erreurs judiciaires survenues en Italie entre 1948 et 1996.  
La problématique soulevée par le film concerne une période plus récente : de 1992 à 2016, plus de 24 000 personnes ont été incarcérées en Italie alors qu'elles étaient innocentes, et ce pour des durées allant de quelques semaines à plusieurs années. Pour les dédommager, l'État a dépensé plus de 630 millions d'euros au total. Chaque année, sont recensés un millier de cas similaires. Dans ces conditions, la question posée par les membres de l'association est de connaître la manière dont est bouleversée la vie d'une victime d'erreurs judiciaires. En commençant par l'arrestation, les inspections corporelles, l'entrée dans la cellule, jusqu'à la vie quotidienne en prison et les sensations ressenties par les personnes. Mais aussi, la manière dont une vie peut être modifiée de manière immuable, même après avoir été lavé de tout chef d'inculpation.  
D'une durée de 75 minutes, le documentaire a été réalisé par Francesco Del Grosso et écrit par le réalisateur, avec Benedetto Lattanzi, Valentino Maimone et Stefano Oliva. Il a été produit par Errorigiudiziari.com, en partenariat avec Own Air. La photographie a été prise en charge par Roberto Tenace, le montage par Giulio Tiberti, les dessins par Luca Esposito et les musiques sont signées Emanuele Arnone.

## Personnages
Les cinq témoins interviewés dans le documentaire sont :
- Fabrizio Bottaro
- Daniela Candeloro
- Lucia Fiumberti
- Vittorio Raffaele Gallo
- Antonio Lattanzi

## Distinctions

### Nominations
Le film a participé à plusieurs concours et festivals en Italie, en remportant notamment celui de Sardinia Film Festival et Ariano International Film Festival. 
- Prix spécial au Gold Elephant World Festival 2016 de Catane
- Prix spécial au Salento Finibus Terrae 2016
- Prix du meilleur documentaire du concours au Ariano International Film Festival 2016 (Ariano Irpino, Avellino)
- Prix du meilleur documentaire du concours au 18° Festival "Inventa un film" ("Invente un film") de Lenola (Latina)
- Mention spéciale du jury et mention spéciale du jury jeunes au Prix Villanova Monteleone 2016 (Sassari)

### Participations
- Ischia Film Festival 2016
- Ortigia Film Festival 2016 (Siracusa). Projeté hors-concours
- Finaliste au Ventotene Film Festival 2016
- Napoli Film Festival 2016
- "Visioni dal mondo - immagini dalla realtà" ("Visions du monde - images de la réalité") 2016 de Milan. Projeté hors-concours